# Liste des jeux vidéo développés au Portugal
 (juin 2025).
- Si vous ne connaissez pas le sujet, laissez ce bandeau (vous pouvez alors contacter les auteurs).
- Si vous supprimez le contenu mis en cause (vous pouvez préalablement contacter les auteurs),

argumentez précisément cette suppression dans la page de discussion
(un manque de référence n'est pas un argument ; une recherche réelle de référence doit avoir été effectuée, être formellement documentée).
 (juin 2025).
 (juillet 2025).
Motif : Pertinence non démontrée, car doublon avec Catégorie:Jeu vidéo développé au Portugal.
- Archive Wikiwix
- Bing
- Cairn
- DuckDuckGo
- E. Universalis
- Gallica
- Google
- G. Books
- G. News
- G. Scholar
- Persée
- Qwant
- (zh) Baidu
- (ru) Yandex
- (wd) trouver des œuvres sur Wikidata

| 1. | Préciser le motif de la pose du bandeau. | Précisez le motif de la pose du bandeau en utilisant la syntaxe suivante : {{admissibilité à vérifier\|date=juillet 2025\|motif=remplacez ce texte par le motif}}                                                |
| 2. | Informer les utilisateurs concernés.     | Pensez à avertir le créateur de l'article, par exemple, en insérant le code ci-dessous sur sa page de discussion : {{subst:avertissement admissibilité à vérifier\|Liste des jeux vidéo développés au Portugal}} |

Cette page recense les jeux vidéo développés au Portugal, qu'ils soient déjà sortis ou en cours de développement
| Title                                                       | Developer                                         | Publisher                                    | Year                                          | Platform                                                                                  |
| ----------------------------------------------------------- | ------------------------------------------------- | -------------------------------------------- | --------------------------------------------- | ----------------------------------------------------------------------------------------- |
| 8 Ball Pool                                                 | Miniclip Portugal                                 | Miniclip                                     | 2010                                          | Android, Facebook and iOS                                                                 |
| A Walk in the Dark                                          | Flying Turtle Software                            |                                              | 2012                                          | Windows                                                                                   |
| Alekhine’s Gun                                              | Bigmoon Entertainment                             | Maximum Games                                | 2016                                          | PS4, Xbox One                                                                             |
| Alentejo: Tinto's Law                                       | Loading Studios                                   | Teknamic Software®                           | 2024 (web browser), 2025 (GB Cartridge)       | Game Boy, Web Browser                                                                     |
| Alien Evolution                                             | Marco Paulo Carrasco / Rui Manuel Tito            | Gremlin Graphics Software                    | 1987                                          | ZX Spectrum                                                                               |
| Arc Seed                                                    | Massive Galaxy Studios                            | Massive Galaxy Studios                       | TBA                                           | Windows                                                                                   |
| Astro Empires                                               | Cybertopia Studios                                | Cybertopia Studios                           | 2006                                          | Android and Browser                                                                       |
| Billabong Surf Trip                                         | Biodroid                                          | Chillingo                                    | 2010                                          | Android and iOS                                                                           |
| Call of Cthulhu                                             | Bigmoon Entertainment                             | Saber Interactive, Focus Home                | 2019                                          | Nintendo Switch                                                                           |
| Cristiano Ronaldo Freestyle                                 | Biodroid                                          | Iceberg Interactive                          | 2012                                          | Android, iOS, Mac OS X, and Windows                                                       |
| Crysis Remastered Trilogy                                   | Saber Porto                                       | Saber Interactive, Crytek                    | 2021                                          | PC, PS4, Xbox One                                                                         |
| Dakar 18                                                    | Bigmoon Entertainment                             | Bigmoon Entertainment, Koch Media            | 2018                                          | PC, PS4, Xbox One                                                                         |
| Dakar Desert Rally                                          | Saber Porto                                       | Saber Interactive                            | 2022                                          | PC, PS4, PS5, Xbox One, Xbox Series                                                       |
| Demons Age                                                  | Bigmoon Entertainment                             | Bigmoon Entertainment                        | 2017                                          | PS4, Xbox One, PC                                                                         |
| Detective Case and Clown Bot in: Murder in the Hotel Lisbon | Nerd Monkeys                                      | Nerd Monkeys                                 | 2013, 2015 (iOS), 2020 (Switch)               | Linux, Mac OS X, Windows, Nintendo Switch, iOS                                            |
| Detective Case and Clown Bot in: The Express Killer         | Nerd Monkeys                                      | Nerd Monkeys                                 | 2018                                          | Linux, Mac OS X, Windows                                                                  |
| Elifoot                                                     | André Elias                                       |                                              | 1987                                          | Android, DOS, iOS, Windows and ZX Spectrum                                                |
| Emitters - Drone Invasions                                  | HYTEK94                                           | Emitters                                     | 2018                                          | Windows, Linux                                                                            |
| Falcao vs Aliens                                            | Wingz Studio                                      | Marmalade Play                               | 2014                                          | Android and iOS                                                                           |
| Fangz                                                       | Game Whizzes                                      | Game Whizzes                                 | 2013                                          | Android, BlackBerry 10, BlackBerry PlayBook OS and iOS                                    |
| FlatOut4: Total Insanity                                    | Bigmoon Entertainment                             | Kylotonn, Bigben Interactive, Strategy First | 2017                                          | PS4, Xbox One                                                                             |
| Floribella                                                  | Move Interactive                                  | SIC                                          | 2007                                          | Windows                                                                                   |
| For The Warp                                                | Massive Galaxy Studios                            | Massive Galaxy Studios                       | 2022                                          | Windows, Nintendo Switch                                                                  |
| Fragger                                                     | Miniclip Portugal                                 | Miniclip                                     | 2010                                          | Android, iOS                                                                              |
| Gambys                                                      | Viagem Interactive                                | Potidata                                     | 1995                                          | DOS                                                                                       |
| Gravity Guy                                                 | Miniclip Portugal                                 | Miniclip                                     | 2010                                          | Android, iOS, Mac OS X, MeeGo, Symbian OS, Windows and Windows Phone                      |
| Greedy Guns                                                 | Tio Atum                                          |                                              | 2014                                          | Linux, Mac OS X and Windows                                                               |
| Guardians of Arcadia - Episode I                            | FABULA EPICA                                      | FABULA EPICA                                 | 2016                                          | Android, iOS, Mac OS X, Windows and Windows Phone                                         |
| Guess What!                                                 | DreamStudios                                      | DreamStudios                                 | 2015                                          | Android                                                                                   |
| Halls of Darkness                                           | Unspeakable Studios                               |                                              | 2015                                          | Android                                                                                   |
| Hush                                                        | Game Studio 78                                    | TheGameWall Studios                          | 2015                                          | PlayStation 4, Xbox One, Wii U and Windows                                                |
| Hysteria Hospital: Emergency Ward                           | GameInvest/Camel Entertainment                    | Oxygen Games                                 | 2009                                          | Nintendo DS, Wii and Windows                                                              |
| Interstellar Space: Genesis                                 | Praxis Games                                      | Praxis Games                                 | 2019                                          | Windows, Mac, Linux                                                                       |
| Jagged Alliance: Back in Action                             | Bigmoon Entertainment                             | bitComposer Entertainment                    | 2014                                          | Mac, Linux                                                                                |
| Johnny Scraps: Clash of Dimensions                          | Immersive Douro                                   |                                              | 2014                                          | Android, iOS, Ouya and Windows Phone                                                      |
| Johnny Scraps: Tap & Slash                                  | Immersive Douro                                   |                                              | 2014                                          | Android, iOS and Windows Phone                                                            |
| LakeSide                                                    | Massive Galaxy Studios                            | Massive Galaxy Studios                       | 2022                                          | Windows                                                                                   |
| Let's Play Pet Hospitals                                    | Biodroid                                          | Deep Silver                                  | 2008                                          | Nintendo DS e Windows                                                                     |
| Lex Ferrum                                                  | YDreams/Blueshark Studio                          | YDreams                                      | 2001                                          | N-Gage                                                                                    |
| Lichdom: Battlemage                                         | Bigmoon Entertainment                             | Maximum Games                                | 2016                                          | PS4, Xbox One                                                                             |
| Massive Galaxy                                              | Massive Galaxy Studios                            | Massive Galaxy Studios                       | TBA                                           | Windows                                                                                   |
| MegaRamp: Skate Rivals                                      | Biodroid                                          |                                              | 2014                                          | Android, iOS and Windows Phone                                                            |
| MegaRamp: The Game                                          | Biodroid                                          |                                              | 2012                                          | Android and iOS                                                                           |
| Megatron                                                    | Marco Paulo Carrasco                              | Wizard Software                              | 1984                                          | ZX Spectrum                                                                               |
| Miffy’s World                                               | Biodroid                                          | Biodroid                                     | 2010                                          | Wii                                                                                       |
| Mine Base: Chess & Checkers                                 | CodeRunners                                       | Gameolith                                    | 2012                                          | Android, BlackBerry 10, BlackBerry PlayBook OS and iOS                                    |
| Monkey Split (video game)                                   | Nerd Monkeys                                      | Nerd Monkeys                                 | 2021                                          | Windows                                                                                   |
| Moon Defenders                                              | Marco Paulo Carrasco                              | Wizard Software                              | 1984                                          | ZX Spectrum                                                                               |
| MotoGP 13                                                   | Bigmoon Entertainment                             | Milestone                                    | 2013                                          | PS3, Xbox 360                                                                             |
| Mr. Gulp                                                    | Marco Paulo Carrasco                              | Wizard Software                              | 1984                                          | ZX Spectrum                                                                               |
| Munin                                                       | Gojira / The Indigent Studio                      | Daedalic Entertainment                       | 2014                                          | Windows, Mac OS X, Linux, Android, iOS and Windows Phone                                  |
| Neighbors from Hell                                         | Bigmoon Entertainment                             | THQ Nordic                                   | 2017                                          | PC, MacOS, Linux, Android, iOS                                                            |
| Neighbours from Hell 2: On Vacation                         | Bigmoon Entertainment                             | THQ Nordic                                   | 2017                                          | iOS, Android, macOS                                                                       |
| North & South: The Game                                     | Bigmoon Entertainment                             | bitComposer Entertainment                    | 2012                                          | PC, Win8, IOS, Android                                                                    |
| Orion's Belt                                                | Pedro Santos and Nuno Silva                       |                                              | 2009                                          | Browser                                                                                   |
| Out of Line (video game)                                    | Nerd Monkeys                                      | Hatinh Interactive                           | 2021                                          | Windows, PS4, Xbox One, Nintendo Switch                                                   |
| Package Inc - Cargo Simulator                               | Infinity Games, Nerd Monkeys, Little Interactions | Infinity Games, Nerd Monkeys                 | 2020, 2022 (Switch)                           | Nintendo Switch, Android, iOS                                                             |
| Paradise Café                                               | Damatta                                           |                                              | 1985                                          | ZX Spectrum                                                                               |
| Planetarium Manager                                         | Planetarium Games                                 | Planetarium Games                            | 2002                                          | Browser                                                                                   |
| PinballYeah!                                                | CodeRunners                                       | Interplay                                    | 2010                                          | Android, MAC OS X, iOS and Windows                                                        |
| Police Simulator: Patrol Duty                               | Bigmoon Entertainment                             | Astragon Entertainment                       | 2019                                          | PC                                                                                        |
| Portugal 1111: A Conquista de Soure                         | Ciberbit                                          | Visão                                        | 2004                                          | Windows                                                                                   |
| Quest of Dungeons                                           | Upfall Studios                                    | Upfall Studios                               | 2014                                          | Xbox One, Windows, MAC OS X, Nintendo 3DS, Nintendo Switch, Linux, Wii U, iOS and Android |
| R3: Ridiculous Road Racing                                  | Seed Studios                                      | Seed Studios                                 | 2011                                          | iOS                                                                                       |
| Rail Rush                                                   | Silent Bay Studios/Miniclip Portugal              | Miniclip                                     | 2012                                          | Android, iOS and Windows Phone                                                            |
| Railways - Train Simulator                                  | Nerd Monkeys, Infinity Games                      | Nerd Monkeys, Infinity Games                 | 2020 (Android), 2022 (Switch), 2023 (Windows) | Windows, Nintendo Switch, Android                                                         |
| Rockababy Airlines                                          | The Indigent Studio                               | The Indigent Studio                          | 2015                                          | Browser                                                                                   |
| SGC - Short Games Collection #1                             | Multiple developers                               | Nerd Monkeys                                 | 2021                                          | Nintendo Switch                                                                           |
| Shrooms                                                     | Immersive Douro                                   |                                              | 2015                                          | Linux and Windows                                                                         |
| Slide Tap Pop                                               | CodeRunners                                       | CodeRunners                                  | 2013                                          | Android, BlackBerry 10, BlackBerry PlayBook OS, iOS, Mac OS X, Ouya and Windows           |
| Slinki                                                      | Titan Forged Games                                | TheGameWall Studios                          | 2015                                          | Windows and Linux                                                                         |
| Smash IT! Adventures                                        | Bica Studios                                      | Thumbstar Games                              | 2014                                          | Android and iOS                                                                           |
| Smithy Shop (video game)                                    | Nerd Monkeys                                      | Nerd Monkeys                                 | TBA                                           | Windows                                                                                   |
| Stand Up Clown (2015 video game).                           | Nerd Monkeys                                      | Nerd Monkeys                                 | 2015                                          | iOS, Android                                                                              |
| StringZ                                                     | Wingz Studio                                      | Wingz Studio                                 | 2012                                          | iOS and Mac OS X                                                                          |
| Sudoku for Kids                                             | Seed Studios                                      | Individual Software                          | 2007                                          | Nintendo DS                                                                               |
| Super Sorrisos                                              | Biodroid                                          |                                              | 2009                                          | Browser                                                                                   |
| Survival Ball                                               | Rockbyte Software                                 |                                              | 2018                                          | Windows and Mac OS X                                                                      |
| Syndrome                                                    | Bigmoon Entertainment                             | Bigmoon Entertainment                        | 2017                                          | PS4, Xbox One, PC                                                                         |
| Tanks Meet Zombies                                          | Titan Forged Games                                | Titan Forged Games                           | 2018                                          | Windows                                                                                   |
| The Activision Decathlon                                    | Biodroid                                          | Activision/Marmalade Play                    | 2013                                          | Android, iOS, BlackBerry 10, BlackBerry PlayBook OS, Tizen and Windows Phone              |
| To Bee or Not to Bee                                        | Wingz Studio                                      | Wingz Studio                                 | 2014                                          | iOS and Mac OS X                                                                          |
| Toy Shop Tycoon                                             | Seed Studios/GameInvest                           | Codemasters/Majesco Entertainment            | 2008                                          | Nintendo DS                                                                               |
| Traffix (video game)                                        | Infinity Games                                    | Infinity Games, Nerd Monkeys                 | 2019, 2020 (Switch)                           | Mac OS X, Windows, Nintendo Switch, Android, iOS                                          |
| Trapped Dead: Lockdown                                      | Bigmoon Entertainment                             | Head Up games                                | 2015                                          | PC                                                                                        |
| Ugo Volt                                                    | Move Interactive                                  |                                              | 2007 (Cancelled)                              | Xbox 360 and Windows                                                                      |
| Under Siege                                                 | Seed Studios                                      | Sony Computer Entertainment                  | 2011                                          | PlayStation 3                                                                             |
| Voltaire: The Vegan Vampire                                 | Digitality Games                                  | indie.io                                     | 2023                                          | Windows                                                                                   |
| WRC 3: FIA World Rally Championship                         | Bigmoon Entertainment                             | Milestone                                    | 2012                                          | PS3, Xbox 360                                                                             |
| WRC 5                                                       | Bigmoon Entertainment                             | Kylotonn, Bigben Interactive                 | 2015                                          | PS4, Xbox One                                                                             |
| WRC Shakedown                                               | Bigmoon Entertainment                             | Milestone                                    | 2013                                          | PC, Xbox 360, PS3                                                                         |
| Outsider: After Life                                        | Once A Bird                                       | Once A Bird                                  | 2020                                          | PC, iOS                                                                                   |